# Privatklinik in Mariagrün

Sanatorium Mariagrün (1921)

Prospekt des Sanatoriums Mariagrün (1899)

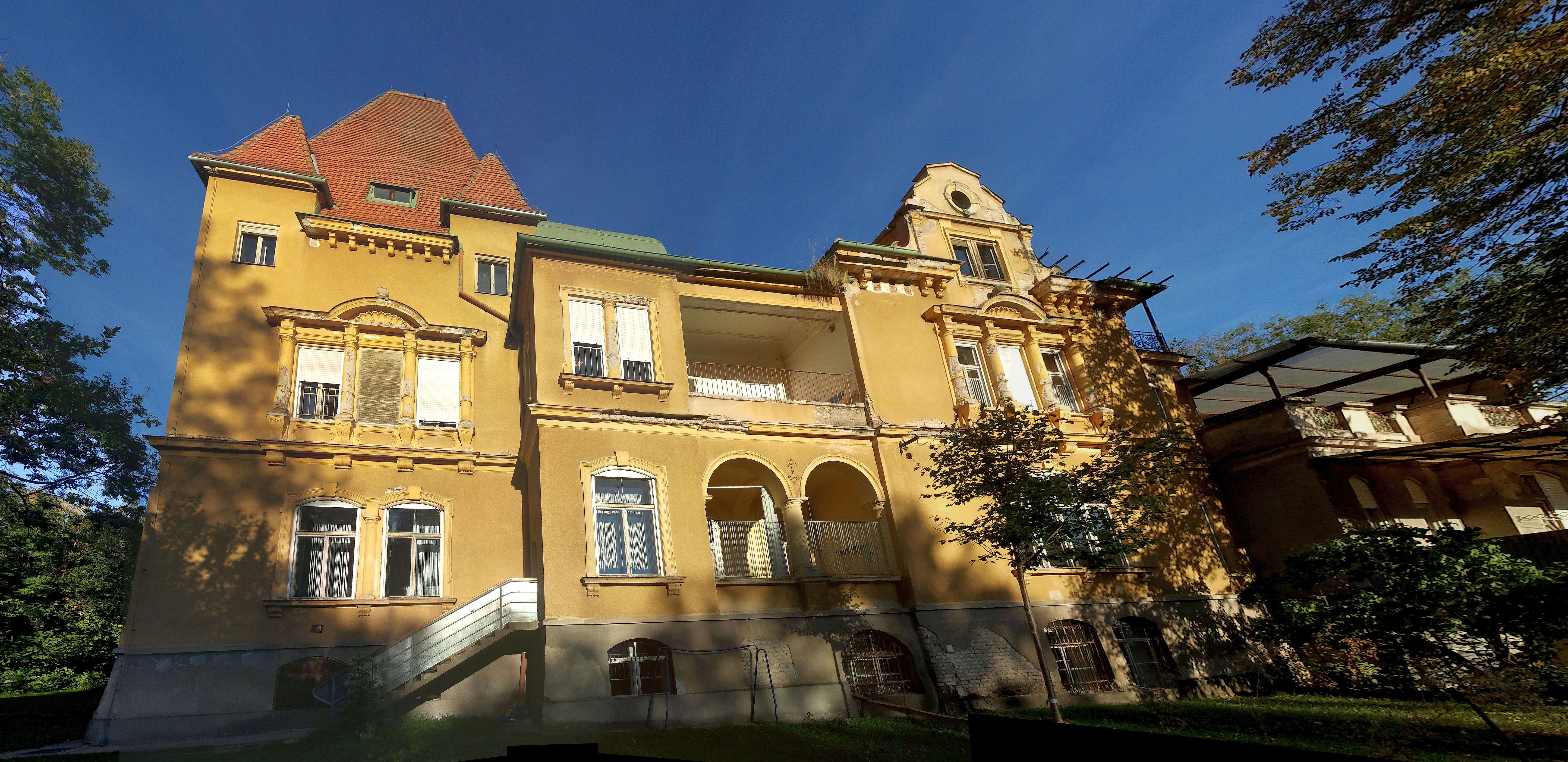
Ehemaliges Sanatorium als Haus des Kindes (2011)

Die Privatklinik in Mariagrün war ein 1885 gegründetes Sanatorium am Rosenberg in Graz, Schönbrunngasse 30. Sie war eine für die damalige Zeit vorbildliche Privatklinik und erlangte durch Richard Freiherr von Krafft-Ebing große Bekanntheit weit über die damaligen Landesgrenzen hinaus. Medizingeschichtlich nimmt das Sanatorium in der Biografie seines Gründers eine besondere Stellung ein.
Persönlichkeiten aus der Aristokratie waren dort zur Behandlung, als Begleitperson von Patienten oder zu Besuch. 
Wie einem „Prospect des Sanatoriums Maria Grün nächst Graz“ aus dem Jahr 1899 zu entnehmen ist, hatte das Sanatorium die Bestimmung, „Nervenleidenden aus den höheren Classen der Gesellschaft all dasjenige zu bieten, was zu ihrer Pflege und Heilung nach dem gegenwärtigen Stande medicinischer Wissenschaft erforderlich ist. Bei unbedingtem Ausschlusse geistig Gestörter stellt sich das Sanatorium die Aufgabe, praktisch das zu verwirklichen, was der Begründer Hofrath Professor Freiherr v. Krafft-Ebing, in seinem Buche „Über gesunde und kranke Nerven“ (4. Auflage bei Laupp in Tübingen) als Erfordernisse für eine erfolgreiche Behandlung Nervenkranker bezeichnet hat. Speziell zur Aufnahme eignen sich die vielgestaltigen Krankheitszustände der Neurasthenie (Hypochondrie), Hysterie, nervöse Erschöpfungs- und Reizzustände nach acuten schweren Krankheiten, Wochenbetten usw., sowie Affectionen der peripheren Nerven (Neuralgien, Spinalirritation usw.). Auch werden Entziehungscuren bei Morphinismus, Cocainismus und anderen chronischen Intoxicationen durchgeführt.“
Nach dem Tod von Richard Freiherr von Krafft-Ebing im Jahr 1902 wurde das Sanatorium 1903 baulich erweitert und blieb bis Ende der 1920er Jahre als Heil- und Kuranstalt bestehen. Als leitende Ärzte waren Hugo Gugl, Anton Stichl und Hermann Albrecht tätig.